# Paamiut
Paamiut és un municipi de Groenlàndia. Té 1.817 habitants.
Es va fundar en 1742 i després va prosperar en el comerç de pells i productes de balena. Va arribar a ser també conegut per als seus artistes de l'esteatita.
En els anys cinquanta Paamiut va desenvolupar una indústria ressonant del bacallà que va durar fins a 1989 quan les poblacions de bacallà van decaure. La ubicació aproximada és 62° 00′ Nord 49° 43′ Oest.
La seua població és de 1.817 habitants (2005).